# Дів'я Дешмух
Дів'я Дешмух (маратхі दिव्या देशमुख, англ. Divya Deshmukh; 9 грудня 2005, Нагпур) — індійська шахістка, гросмейстер (2025). У складі жіночої збірної Індії переможниця шахової олімпіади 2024 року.
Її рейтинг станом на червень 2025 року — 2463 (18-те — у світі, 4-те серед шахісток Індії, 1-ше — у світі серед дівчат до 20 років).

## Біографія
Дів'я Дешмух народилася в Нагпурі в сім'ї маратхі. Її батьки, Джитендра Дешмух і Намратха Дешмух, за фахом лікарі.
Переможниця чемпіонатів світу із шахів серед дівчат у вікових категоріях: до 10 років (2014) та до 12 років (2017).
У 2021 році Дів'я Дешмух стала 21-м жіночим гросмейстером з Індії. У 2022 році у віці 16 років вперше стала чемпіонкою Індії із шахів серед жінок, повторивши цей успіх також у 2023 році. Того ж 2023 року Дешмух виграла чемпіонат Азії із шахів серед жінок, що проходив у Алмати, а також посіла 1-ше місце в жіночій секції індійського турніру Tata Steel, незважаючи на те, що мала найнижчий рейтинг серед учасниць. Протягом турніру Дешмух здобула перемоги над Харікою Дронаваллі, Вантікою Агравал, Гампі Конеру, Савітою Шрі Баскар, Іриною Круш та Ніно Баціашвілі, зіграла внічию з чемпіонкою світу Цзюй Веньцзюнь та Анною Ушеніною, а також зазнала єдиної поразки від Поліни Шувалової.
У червні 2024 року Дешмух здобула перемогу на чемпіонаті світу серед юніорок. Вона стала четвертою індійською шахісткою, яка виграла чемпіонат світу серед юніорок після Гампі Конеру (2001), Харіки Дронаваллі (2008) та Сум'ї Свамінатан (2009).
У вересні 2024 року у складі збірної Індії Дів'я Дешмух стала переможницею 30-ї жіночої шахової олімпіади, що проходила у Будапешті. Набравши 9½ очок з 11 можливих (+8-0=3), Дів'я посіла 1-ше місце серед шахісток, які виступали на третій шахівниці.